# Labigastera pauciseta
Labigastera pauciseta är en tvåvingeart som beskrevs av Camillo Rondani 1861. Labigastera pauciseta ingår i släktet Labigastera och familjen parasitflugor. Inga underarter finns listade i Catalogue of Life.